# Android 10
Android 10 (cu numele de cod Android Q în timpul dezvoltării) este a zecea versiune majoră și cea de-a 17-a versiune a sistemului de operare Android. A fost lansat pentru prima dată ca previzualizare pentru dezvoltatori pe 13 martie 2019 și a fost lansat public pe 3 septembrie 2019.
Android 10 a fost lansat oficial pe 3 septembrie 2019, pentru dispozitivele Google Pixel compatibile. The OnePlus 7T a fost primul dispozitiv cu Android 10 preinstalat. În octombrie 2019 a fost raportat că cerințele de certificare Google pentru serviciile mobile Google vor permite ca versiunile bazate pe Android 10 să fie aprobate numai după 31 ianuarie 2020.
În iulie 2023, 9,27% dintre dispozitivele Android rulau Android 10, devenind a 4-a cea mai folosită versiune Android. 